# Alma Braathen
Alma Charlotte Svanhild Braathen, född 27 februari 1906 i Gällö i Revsunds församling i Jämtland, död 26 juni 1967 i Sundsvall, var en svensk journalist och författare. Hon arbetade många år på Dagens Nyheter under signaturen Brodjaga. Hon uppmärksammades bland mycket annat för sina intervjuer och reportageresor i 1930- och 1940-talets Europa.

## Biografi

### Bakgrund, uppväxt och studier
Alma Braathen var dotter till disponenten Olaf (Ola) A. Braathen (1875–1949) och Margaretha (Greta), född Olsson (1879–1959). Fadern var född i södra Norge och kom 1894 som 19-åring till Sundsvall.

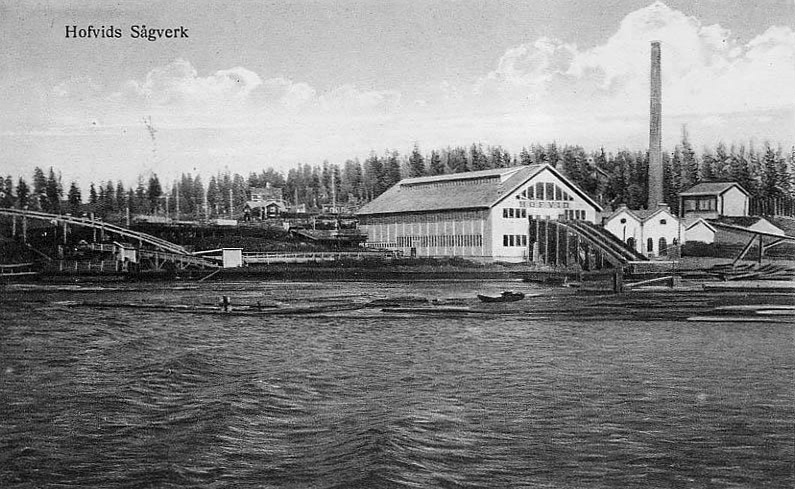
Hovids sågverk. Foto efter gammalt vykort mellan 1900 och 1930.

Föräldrarna gifte sig 1904 och flyttade till Hovids sågverk på Alnön utanför Sundsvall, när Ola Braathen blivit disponent där 1905. I familjen fanns tre barn: Carin född 1904, Alma född 1906 och Sten född 1908. Familjen musicerade ofta tillsammans, fadern på fiol, brodern på gitarr och Alma på både fiol och piano.
Ola Braathen köpte 1918 Johannesnäs ångsåg och lastageplats alldeles invid Hovid. Men högkonjunkturen under första världskriget följdes av en djup ekonomisk kris i början av 1920-talet och många sågverk gick i konkurs, så även Johannesnäs i november 1921.

#### Barndom och ungdom
Alma Braathens barndom sammanföll med träpatronernas guldålder och hennes tonårstid sammanföll med sågverksindustrins nedgångsperiod i början av 1920-talet. Hon var 15 år när faderns företag gick i konkurs.
Alma Braathen berättade i jubileumsnumret av Sundsvalls Tidning 30 januari 1941 om sin barndom och ungdom, då hon kallades Vilden. I hennes efterlämnade papper finns ett manus till en flickbok med titeln Noddy Vildes syndaregister, där hon under signaturen Spaltslaven livligt och utförligt skildrar de äventyr hon berättade om i tidningsartikeln 1941. Flickboksmanuset består av 65 maskinskrivna A4-sidor indelade i 13 kapitel med talande rubriker som Salongspolonäs och dans på timmerstockar, En apa stormar sågverkspipan, Arga hästar, blixtrande lekstugor och gungande fönsterbleck, En stållina griper in i ett människoöde. Manuset är troligtvis skrivet under hennes tid som frilansare åren 1929–1934, och hon kunde enligt Birgit Petersson varit inspirerat av Lisa Eurén-Berners Fröken Sprakfåle som kom ut 1932. En annan inspirationskälla kan även ha varit Ester Blenda Nordströms flickböcker.
Alma Braathens alter ego Noddy Vilde skildrar i dagboksform flickskoleinteriörer, lärarinnor, drömmar om cirkusliv som akrobat, skolhushållet där hon bor och som styrs av en älskad mormor, en mamma som kommer på sporadiska besök, en mycket frikostig pappa, baler och danstillställningar. Men även mycket pojkaktiga och livsfarliga lekar på timmerstockar, tjuvåkande efter slädar, klättringar i kyrktorn och sågverkspipor, varvid en klättring längs en uppsliten lina slutade med ett fall där hon allvarligt skadade sin rygg och därefter tvingades sluta med all gymnastik.
Den allvarliga klättringsolyckan beskriver Braathen även i Ivar Ljungquists bok om Dagens Nyheter 1954, och att hon efter fallet slutade i andra ring och vid 17 års ålder sändes till Norge för att föra ett stillsammare liv hos den norska kvinnosakskämpen Katti Anker Møller, som var mor till Mix Anker Møller, gift med Alma Braathens kusin Otto Braathen.

#### Hos Katti Anker Møller i Norge

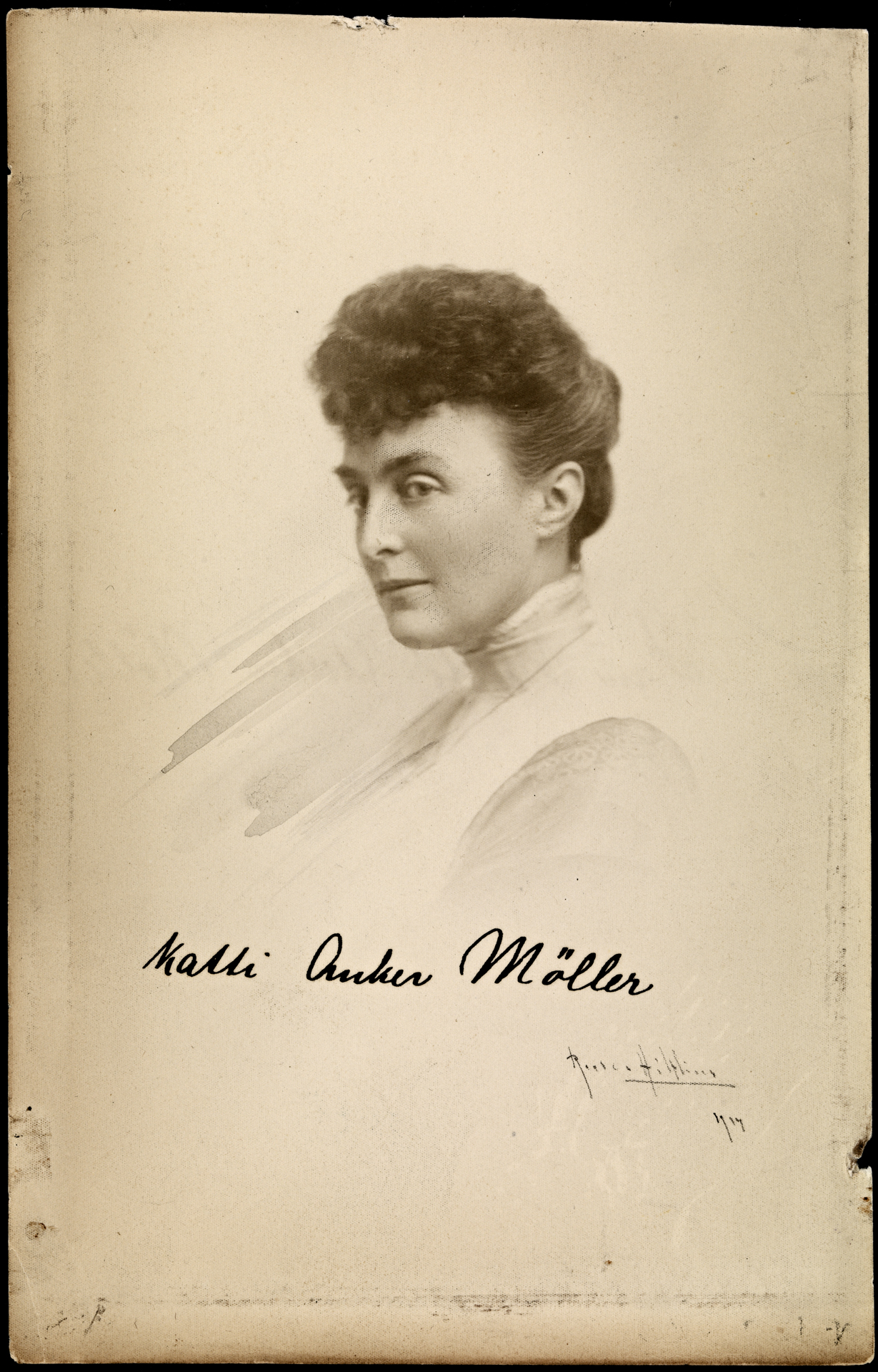
Porträtt av Katti Anker Møller 1914.

I februari 1923 kom Alma Braathen till Katti Anker Møller på Thorsø herrgård vid Fredrikstad för vila och konvalescens efter sin fallolycka. Vid den tiden var Katti Anker Møller en av Norges mest kända, radikala kvinnosakskämpar, och engagerade sig särskilt för de ogifta mödrarnas situation. Tillsammans med sin svåger stortingsmannen Johan Castberg drev hon igenom en lag som gav utomäktenskapliga barn rätten att ärva sin far och även bära hans namn. Hennes hjärtesak var att moderskap skulle vara frivilligt och hon kämpade därför för fri abort, preventivmedel, sexualupplysning och andra reformer. På Thorsø mötte Alma Braathen Katti Anker Møllers syster Ella Anker.
Alma Braathens vistelse på Thorsø herrgård fick henne att bestämma sin livsbana, sitt mål i livet: att genomföra Katti Anker Møllers idéer i Sverige genom att slå sig på tidningsbanan och bli journalist. Men först ville hon läsa på och sätta sig in i saken. Det gjorde hon genom att läsa och samla på tidningsklipp efter återkomsten från Norge i början av maj 1924. Det är tidningsklipp dels med norskt ursprung, främst från socialliberala Dagbladet och Norges kvinder, dels ur den svenska radikala och liberala veckotidningen Tidevarvet, Fogelstadsgruppens språkrör, som bevakade den norska kvinnokampen och beskrev dess förbindelser med och motsvarigheter i Sverige.
Den första artikeln i Alma Braathens klippbok är ett referat av Lulli Lous föredrag om Katti Anker Møller på ett kvinnomöte i Katrineholm. Andra klipp är bland andra Ella Ankers artikel om Ragnhild Jølsen, som är främst känd för sina starka skildringar av kvinnor och deras sexualitet. Klippboken domineras av artiklar om kvinnofrågor, men här möter också andra ämnen och rymmer även resultaten av Alma Braathens första journalistiska uppdrag för Sundsvalls Tidning hösten 1924.

### Yrkesliv varvat med studier
Alma Braathen påbörjade sin journalistbana efter att hon hade fått två dikter publicerade i liberala Sundsvalls Tidning 1923 under signaturen Seraggio av italienskans "selvaggio", som betyder "vilden", vilket var vad hon kallades både hemma och i skolan.

#### Sundsvalls Tidning
I november 1924 vågade hon gå upp till redaktionen för att efterfråga journalistiska uppdrag hos redaktör Olof Alström. Hennes första uppdrag var att skriva om stadens yrkes- och lärlingsskolor. Alma Braathen fortsatte att skriva artiklar och dikter i tidningen på olika teman som skolor, sorg, framtidsfantasier och skilsmässor. 22 december 1924 publicerades hennes tvåspaltiga artikel Katti Anker Möller - en livsbild och ett blad ur de norska kvinnornas historia och med ett fotografi. Alma Braathens sympati för Katti Anker Möller märks tydligt i artikeln, men hon är ändå saklig och upplysande, helt i linje med den socialliberala tidningens politiska program, som bland annat utmärktes av ett starkt nykterhetsengagemang.
I mars 1925 publicerades Alma Braathens artikel Våra sjuksköterskor under hennes eget namn. Där redogör hon utifrån sina egna erfarenheter som patient och som intervjuande journalist för sjuksköterskornas villkor, de långa arbetspassen, nattjänstgöringen, den låga ersättningen, de stora avdelningarna, jäktet och de dåliga sjuk- och pensionsvillkoren. Hon påtalar även att en man säkert skulle kräva betydligt högre lön för ett lika krävande och tidsödande yrke. Hon avslutar artikeln med en uppmaning till enskilda, styrelser och myndigheter att avhjälpa de brister hon påtalar. Strax efter publiceringen uppsöktes hon av en deputation av sjuksköterskor som framförde sitt tack. Alma Braathen blev överväldigad över att det hon skrivit verkligen betydde något och kände att hon var på rätt väg att förverkliga det hon bestämt sig för hos Katti Anker Møller: att skriva och arbeta för kvinnornas intressen.

#### Volontär på Tidevarvet

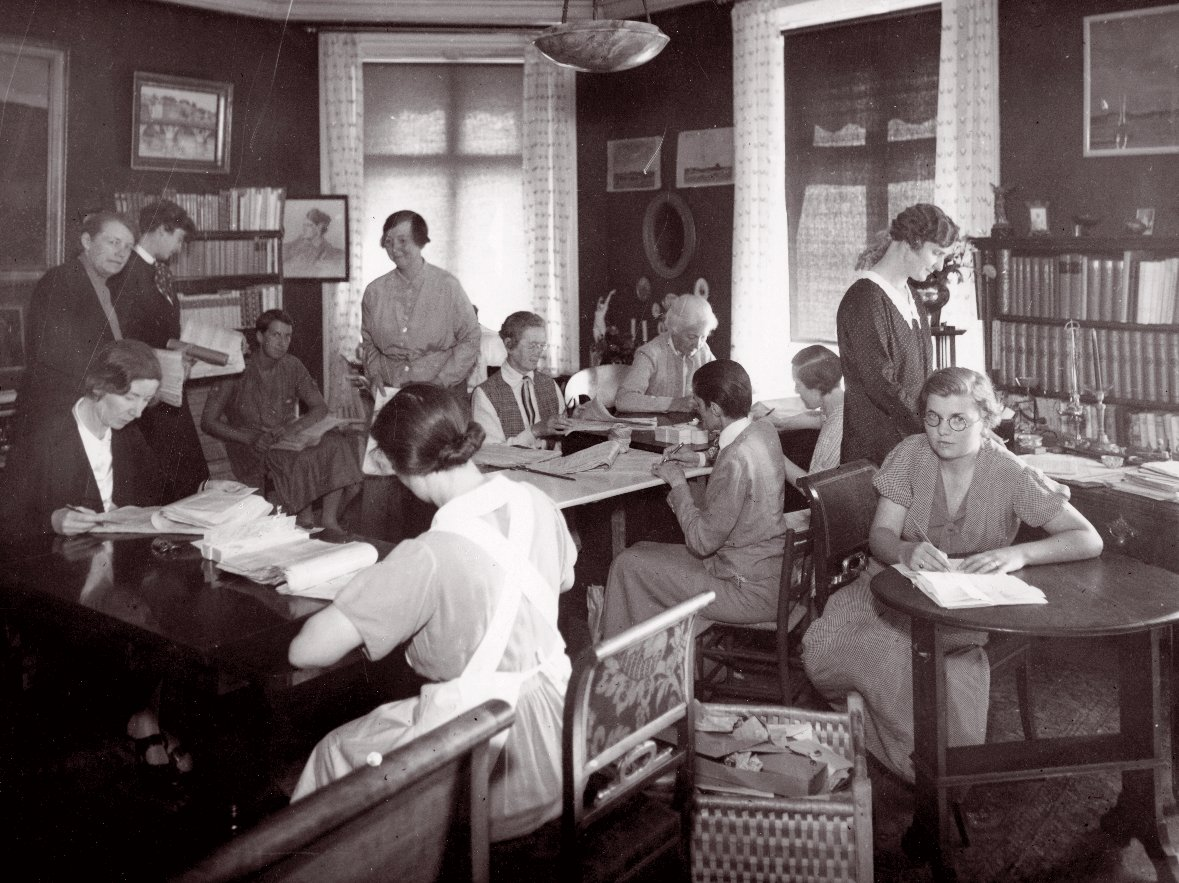
Tidskriften Tidevarvets redaktion 1935. Längst till vänster tittar ansvariga utgivaren Ada Nilsson in i kameran.

I maj 1925 fick Alma Braathen möjlighet att börja arbeta som volontär på veckotidningen Tidevarvet, startad av Fogelstadgruppen, några partipolitiskt obundna kvinnor som ville förändra samhället i vänsterliberal riktning. Tidningens redaktör Elin Wägner blev förtjust då hon fick veta att Alma Braathen valt journalistbanan eftersom hon var så intresserad av de frågor som var centrala för Tidevarvet: fred, demokrati, skola, kvinnor, socialpolitik och jordens brukande och ägande.
Alma Braathens första intervju var med djurrättsaktivisten Lizzy Lind af Hageby. Alma Braathen hann under sin volontärtid inspirera Elin Wägner till den litterära gestalten Sara Svart i romanen Dialogen fortsätter, som utkom 1932. Boken har ett både feministiskt och pacifistiskt budskap, där Sara Svart har en mindre men viktig roll att ställa allt till rätta som romanens goda fé.

#### Medarbetare iVårt Land och Folk
Från september 1925 skrev Alma Braathen både under sitt eget namn och under signaturen Seraggio som medarbetare i Bondeförbundets tidning Vårt Land och Folk, vars ansvarige utgivare Gunnar Dahlin hade ett förflutet på Sundsvalls Tidning, Sundsvalls-Posten och Medelpads Dagblad. Signaturen Seraggio stod under de något lättare artiklarna medan de tyngre undertecknades med Alma Braathen eller A.B-then.
Hon skrev om allehanda ämnen som Bygga och Bo-utställningen i Lidingö Villastad, spågummor i Gamla stan, modets skiftningar och även om det som låg henne varmare om hjärtat, såsom gymnasie- och gymnastikutbildningar och flickors möjligheter att vidga sina yrkesval, kvinnliga advokater och deras engagemang för kvinnor misshandlade av sina män, ensamma mödrar, äldre ogifta kvinnor och fattiga unga kvinnor, som riskerade fängelse för lösdriveri.
I mars 1926 gjorde Alma Braathen en reportageresa till Helsingfors för att rapportera från Svenska veckan. Hon fick genast bekanta bland finska kollegor och lyckades genom dem bli inbjuden till landets högsta societet och även göra ett hemma hos-reportage med presidentparet. Hon beskrevs entusiastiskt i den finska kvinnotidningen Naisten Ääni (Kvinnornas röst) under rubriken "En ung gäst" och hur det gamla talesättet besannades:
| ”                                                                                                 | att var och en är sitt eget rekommendationsbrev. Vildfrämmande, utan rekommendationer kom hon, och inom kort hade hon en stor skara bekanta, vilkas hem och hjärtan utan vidare öppnade sig för henne. | „ |
| – Signaturen Intervjuaren i den finska kvinnotidningen Naisten Ääni (Kvinnornas röst) n:o 10 1926 | |   |

#### Kvinnliga medborgarskolan vid Fogelstad
1 april 1926 började Alma Braathen den tre månader långa vårkursen på Kvinnliga medborgarskolan vid Fogelstad. Medborgarskolan hade grundats året innan av Fogelstadgruppen, och av samma engagerade, frisinnade kvinnor som startade veckotidningen Tidevarvet 1923. Medborgarskolans målsättning var att utbilda kvinnor så de både skulle kunna och våga tillvarata sina medborgerliga rättigheter när de helt nyligen fått rösträtt. På schemat stod förutom traditionella teoretiska ämnen, praktisk medborgarkunskap, körsång, gymnastik, rytmik, hemskötsel, sömnad och vävning.
Vårkursen 1926 hade 15 deltagare med olika åldrar, yrken och från olika sociala positioner. Avsikten var att skolan skulle spegla hela samhället och på så vis minska fördomar och klasstänkande. Pedagogiken byggde på dialog mellan kursdeltagarna själva och läraren. Diskussionerna skulle vara fria och öppna med respekt för olika åsikter för att skapa självständiga och ansvarsfulla människor. Pedagogen Ebba Holgersson använde sig av rollspel för att levandegöra ämnet medborgarkunskap. I den påhittade kommunen "Komtemåtta" fick kursdeltagarna spela präster, kommunmedborgare från olika partier och ta del i politiska och kommunala aktiviteter, kyrkostämmor och sammanträden.
Alma Braathen trivdes förträffligt i medborgarskolan, fick nya intryck och kunskaper som vidgade hennes blick inför det fortsatta journalistarbetet. På Fogelstad lärde hon även känna Karin Schultz, skådespelare vid Helsingborgs stadsteater och medarbetare på Tidevarvet. De blev vänner och bodde senare i många år ihop fram till Alma Braathens död.

#### Sociala studier i England
I maj 1927 reste Alma Braathen till England med båt från Göteborg till Newcastle. Hon hade kommit till England för att studera settlementrörelsen, som vid mitten av 1800-talet hade startats i storstädernas slumområden av socialt engagerade kristna som ville förbättra de usla villkor den framväxande arbetarklassen levde under. Tanken var att människor från olika samhällsskikt skulle leva och arbeta tillsammans i dessa settlements, för att klassmotsättningarna på sikt skulle minska. Enligt Braathens egna uppgifter i Publicistklubbens matrikel 1936 bedrev hon sociala studier vid Woodbrookes settlement i Birmingham och S:t Hildas settlement i London 1927. Troligtvis hade hon inspirerats av Natanael Beskow som var en ofta anlitad gästföreläsare vid Kvinnliga Medborgarskolan i Fogelstad. Han hade grundat hemgårdarna, en svensk motsvarighet till settlements i början av 1900-talet efter att ha besökt London 1899.
I Alma Braathens efterlämnade manus Spaltslaven finns ett helt kapitel om "Londons fattigkvarter", East End, där hon likt Jack London ville skildra "avgrundens folk". Enligt Birgit Petersson präglas Braathens beskrivning av en viss von oben-attityd, beroende på att hon genom sin uppväxt i träpatronsmiljön i Sundsvall inte riktigt förmådde överbrygga avståndet mellan "vi" och "dom" under det korta besöket då hon i bil visades runt i East Ends inferno. Samtidigt kritiserade Braathen stressen i journalistyrket där kravet på snabb leverans blir ett hinder för en djupare förståelse. Innan Alma Braathen återvände till Sverige hösten 1927 besökte hon även Frankrike och Tyskland.

#### Redaktionssekreterare på Hem i Sverige
Alma Braathens nästa tidningsanställning blev Hem i Sverige. Tidskrift för den svenska egnahemsrörelsen, som från att ha varit en kvartalstidskrift i 19 år hade blivit en månadstidning i mars 1927 för att nå en bredare publik och följa och främja utvecklingen på egnahemsområdet.
Hon fick arbetet som redaktionssekreterare hösten 1927 men hann även skriva egna artiklar om Stockholms Elektricitetsverks nya elspis och kvinnliga småbrukare som hade tröttnat på stadslivet som kontorsflicka och lärarinna och funnit lyckan på landet.
Parallellt med tidningsarbetet slutförde Alma Braathen sina studier vid Socialpolitiska institutet, som hade tillkommit 1920 på initiativ av Centralförbundet för socialt arbete för att utbilda i social- och kommunpolitik, och även hålla på med forskning. Undervisningen bestod av föreläsningar och seminarier och anknöt till det hon hade studerat på den kvinnliga medborgarskolan vid Fogelstad, även om pedagogiken säkerligen skilde sig åt. Hon klarade sin tentamen och tog examen 14 juni 1928.

### Bildningsresa i Europa
Efter avslutade studier blev Alma Braathen och en kamrat bjudna på en lång resa i Europa. Från Göteborg den 2 juli 1928 med Svenska Lloyds lastångare Bernicia, genom Kielkanalen, längs Frankrikes och Spaniens kuster, förbi Gibraltar 12 juli och in i Medelhavet till Savona i Italien, där hon och kamraten steg i land. Hon beskriver i sin "Luffarbok" att hon lärde känna Neapel, Pompeji, Rom, Florens och andra intressanta städer. Planen var att resa hem med tåg från Venedig i mitten av augusti samma år.

### Med Orientexpressen mot Aten och Orienten

Orientexpressens historiska sträckningar från start till nedläggning.

Men i Venedig bestämde sig Alma Braathen för att resa vidare till Orienten. Hon mötte spännande människor under resan som tog tre dygn. I Aten stannade hon i tre veckor och fortsatte därefter resan till Palestina sjövägen. På vägen dit insjuknade hon i denguefeber och blev liggande i tre veckor hemma hos en gästfri svenska, som var missionär och sjuksköterska och bodde på Oljeberget öster om Jerusalem. Braathen besökte de heliga platserna och fick sitt första giftermålsanbud av en pascha.
I november lämnade hon Jerusalem för Damaskus i Syrien för att besöka de stora basarerna och studera livet i en arabfamilj. Sedan följde en resa till Beirut via Baalbek över Libanons berg. Från Beirut tog hon tåget via Haifa till Ismailia och Kairo. Där klättrade hon på rekordtid upp för Cheopspyramiden, vars topp hade hägrat för henne sedan skoltiden, och besökte faraons och drottningens gravkammare. Sedan reste hon vidare mot Konstantinopel, där hon fascinerades av utsmyckningarna i Seraljen, men greps även av en så stark hemlängtan att hon for hem för att fira julen 1928 med syskon och föräldrar.
I sin bok Som luffarturist i Orienten hyllar Alma Braathen resandet, men inte vilket resande som helst:
| ”                                            | Då man reser som luffarturist, blir man utan vidare ceremonier en del av de miljöer, som man kastas in i. Man möter så många "verkliga" människor, man lär sig förstå deras tänkesätt och vanor, och det är nästan alltid spännande. Som ett enda stort äventyr! Och Äventyret - det är Livet! | „ |
| – Alma Braathen, Som luffarturist i Orienten | |   |

### Bokdebutant och frilansjournalist
Alma Braathens debutbok Som luffarturist i Orienten gavs ut av J. A. Lindblads förlag hösten 1929 och fick många lovord av recensenterna som berömde hennes entusiasm, vakenhet, goda humör och mod att beblanda sig med tredjeklasspassagerare för att få djupare kunskaper än vanliga turister. Samtidigt förfasade de sig över att hon som ung kvinna överhuvudtaget hade rest ensam utan pengar, sällskap, kontakter eller minutiös planering.

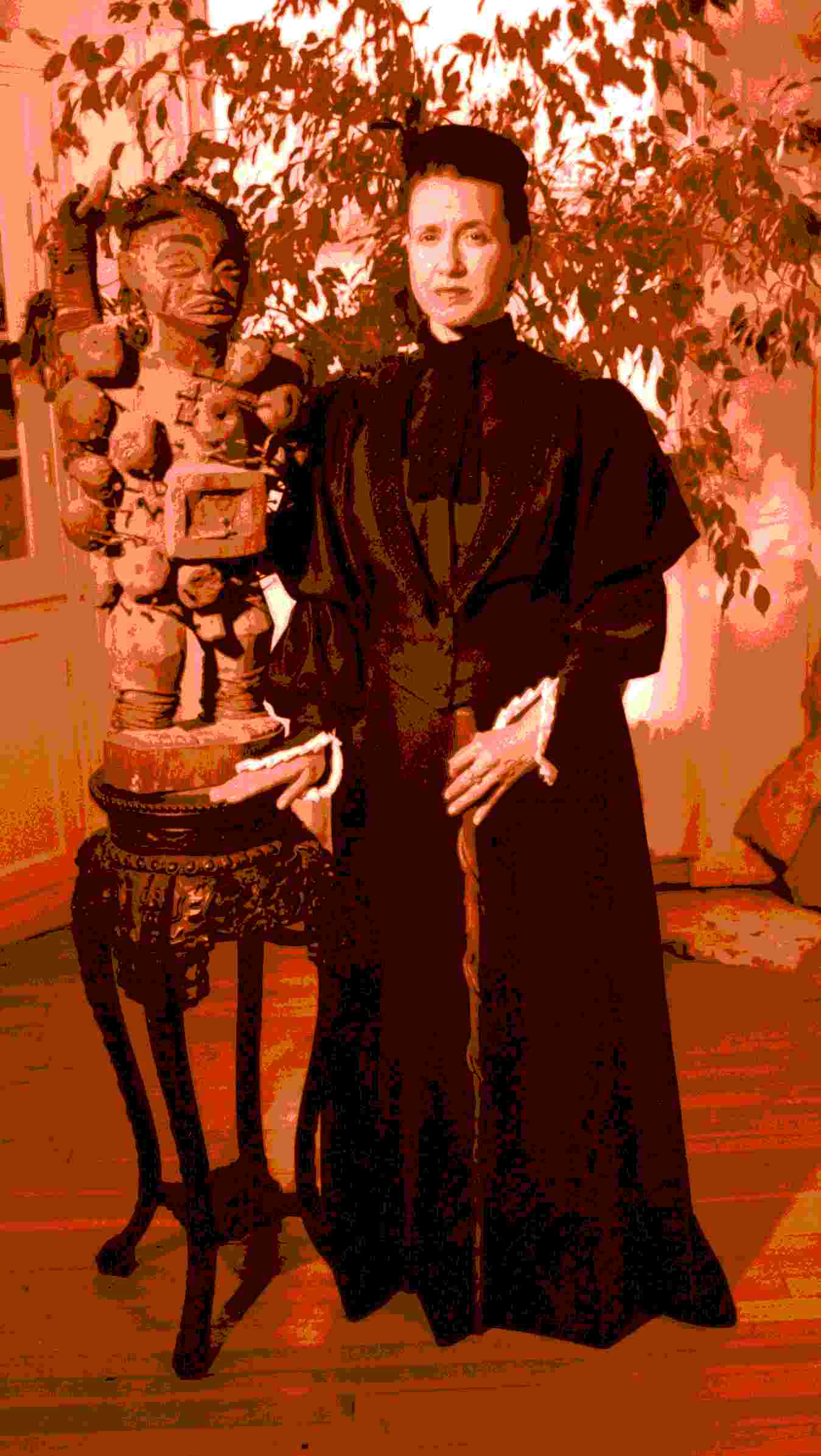
Porträtt av Mary Kingsley (1862-1900)

Debutboken blev trots allt beröm ingen dörröppnare till tidningsvärlden för Alma Braathen. Börskraschen i New York samma höst var inledningen till den stora depressionen på 1930-talet. Sverige drabbades också och även journalisternas arbetsmarknad lamslogs. Situationen förvärrades genom stora omstruktureringar bland Stockholmstidningarna. Dessutom betraktades yrkesarbetande kvinnor med oblida ögon eftersom de ansågs ta arbetstillfällen från de familjeförsörjande männen.
Alma Braathen fick ett sommarvikariat på Dagens Nyheter 1930, men ingen fortsatt anställning förrän 10 år senare. Redaktionschefen Ivar Ljungquist rådde henne att skriva så att inte ens en justitieminister hade något att anmärka, och att hon måste vara försedd med de nödvändiga redskapen. De redskapen förfärdigade hon själv undan för undan genom att skriva mängder av artiklar i olika tidningar och tidskrifter, baserade på luffarresan 1928 och även nya resor.

### Reportageresor till Sovjetryssland
Alma Braathen gjorde två långresor till Sovjetunionen 1931 och 1932, som hon berättade om i ett efterlämnat opublicerat manus. Under titeln Ryskt reportage skildras i 20 kapitel de två resorna som en enda sammanhängande resa från Stockholm, via Leningrad till Moskva, vidare till Ukraina, Krim och Kaukasus innan hemfärd via Moskva och Leningrad.
I olika tidningar och tidskrifter skrev hon sedan artiklar om sina intryck från Sovjetryssland: Sanningen om Gammalsvenskby i Vecko-Journalen nr 45, 1932, Furstepalats som proletärhem i Tidevarvet i juli 1932, och i Morgonbris en intervju med den ryska författarinnan Vera Inber i december 1932 samt en artikel om rysk barnfilm i juli 1933.
Oftast är hennes artiklar signerade med Seraggio, hennes riktiga namn eller Brodjaga, som snart blev hennes sedvanliga signatur. Förslaget att använda signaturen "Brodjaga", som är ryska för "luffare", fick hon av Aleksandra Kollontaj, som var Sovjetunionens minister i Stockholm 1930–1945, från 1943 med ambassadörs rang.
Våren 1931 vikarierade Alma Braathen på Stockholms-Tidningen och intervjuade då den kvinnliga styrmannen Tatjana på den ryska lastångaren Proletären i Värtahamnen i Stockholm. Samtalet blev både långvarigt och intensivt, och slutade med att Braathen bjöds in att följa med fartyget hem till Leningrad, något hon genast tackade ja till. Hon fick dela hytt med styrmannen Tatjana och förvånades över livet ombord och hur "Allt är himmelsvitt olikt det på det kapitalistiska systemets ångare", som hon tidigare hade rest med.
Hennes möte med Leningrad blev chockartat. Gatulivet saknade "...varje form av brokighet. Det vimlade av trashankar överallt, män, kvinnor och barn. Och inte en enda människa såg glad ut! Det var som om de inte kunnat le." Men kulturhusen för arbetarna och barnen imponerade på henne, även om hon hade svårt att acceptera den materialistiska människosynen och nyttokulten som präglade barnens uppfostran, och att de enbart fick teckna praktiska saker och inte naturens egna skönhetsvärden, som blommor och djur.
Till Moskva reste Alma Braathen med nattexpressen från Leningrad. I korridoren diskuterades femårsplanen och kulakerna livligt, och Braathen tillfrågades vad hon tyckte om det ryska systemet och försöken att fostra en ny människotyp. I Moskva stötte hon på ett av landets svåraste problem, de vilda gatubarnen. Hon fick även träffa en alldeles ny människotyp, "arbetarstudenten", som hon först hade svårt att beskriva. Hon kom fram till att det främst var "deras ursprunglighet" som skilde dem från västerländska studenter. Hon blev djupt imponerad av revolutionsbarnens och arbetarstudenternas beslutsamhet att skapa ett nytt system och bygga upp ett nytt Ryssland.
Hon lyckades mot alla odds få tillträde till en sluten teaterföreställning för Josef Stalin och Folkkommissariatet av Maxim Gorkijs nyskrivna pjäs samt dagen därpå till firandet av Gorkijs 40-årsjubileum som författare, ett evenemang på Bolsjojteatern, där Stalin och hela centralkommittén närvarade.
Från Moskva gick färden vidare till Odessa i Ukrainska SSR, där Alma Braathen fortsatte att samla material om kvinnors och barns situation. Hon gav även motbilder till alla positiva uttalanden om de ryska kvinnornas nya positioner, eftersom de fick betala ett högt pris genom stora arbetsprestationer, stå i oändliga köer till matbutikerna som hade brist på allt eller betala skyhöga priser på den fria marknaden. Alla ville inte heller anamma det nya sättet att leva. Braathen kände troligen inte till hur akut livsmedelssituationen var med hungersnöd i Ukraina 1932–1933, utan fick endast se och resa i vissa områden.

#### Gammalsvenskby

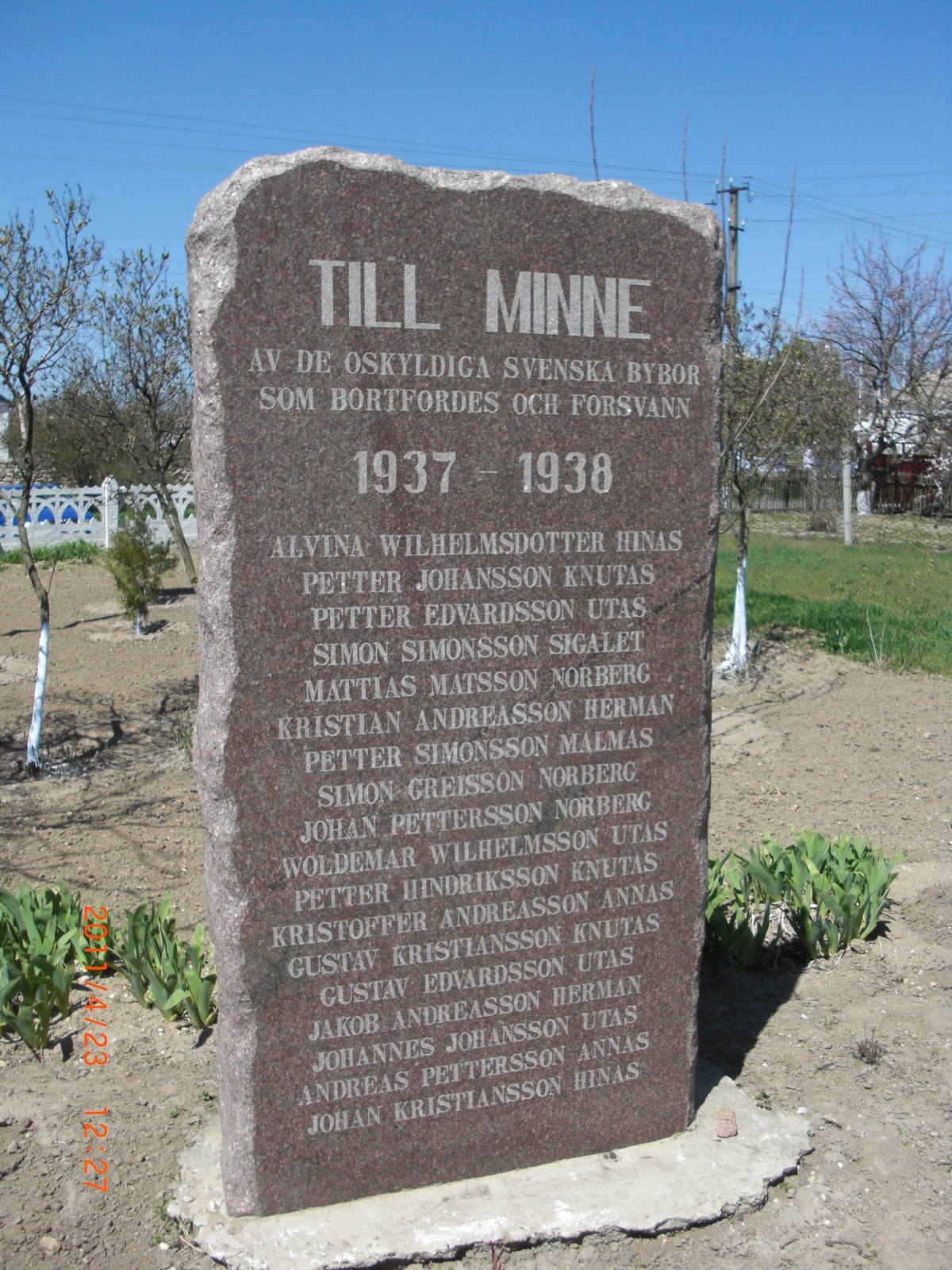
Minnesmärke över de bybor som bortfördes och försvann 1937–1938.

I Odessa bestämde sig Alma Braathen för att försöka ta sig till Gammalsvenskby. Hon kom helt oväntat och fick därför se vardagslivet, intervjua människor som hade olika åsikter, som hon sedan beskrev i sina artiklar med slutsatsen att svenskbyborna "lidit mer än tillräckligt och varit offer för dålig organisation." Men under terrorn och massarresteringarna 1937–1938 arresterades 25 av byborna och nästan alla av dem avrättades.
Hennes besök resulterade i en lång artikel i Vecko-Journalen 1932, vilket i sin tur ledde till att hon hamnade i GPU, den ryska säkerhetstjänstens arkiv i Cherson. En av dem hon hade talat med och den som senare tagit emot tidningen med den kritiska artikeln dömdes för uppvigling och tre års straffarbete.

#### Krim, Georgien och Kaukasus
Alma Braathen färdades sedan till Sevastopol med en lyxig expressångare. Därefter bar det av med bil mot Jalta med en "tjekaman" från GPU bredvid chauffören. Hon beskådade den berömda soluppgången över Krim "en syn för gudar, en sällsam upplevelse, som man aldrig glömmer då man en gång varit med".
Därpå reste hon ännu längre österut, till Georgien och Batumi med expresståg och anlände samtidigt som röda armén genomförde en krigsövning med fingerade luftanfall. De ryska barnen fick "krigsundervisning" och kunskaper om politik redan från fem års ålder. Trots att tjekan försökte hindra henne fortsatte Alma Braathen in i de kaukasiska bergen, från Tbilisi reste hon norrut med bil mot Vladikavkaz, i skuggan av berget Elbrus. Hemresan gick via Moskva och Leningrad.

### Svenska Journalen
Från 1934 ljusnade det på arbetsmarknaden och Alma Braathen blev anställd som redaktör på den kristna veckotidningen Svenska Journalen som firade tioårsjubileum samma år. Hon undertecknade sina artiklar med signaturerna Brodjaga och Seraggio omväxlande med hela namnet eller initialerna AB. Hennes efterlämnade spår i Svenska journalen visar, enligt Birgit Petersson, några tydliga tendenser. Stoffet hämtades ofta från hennes hemtrakt Jämtland, hon intervjuade och skrev gärna om originella personer, och helst om starka kvinnogestalter, såväl sovjetiska som svenska yrkeskvinnor. Hon fullföljde därigenom sin föresats sedan ungdomen att arbeta för kvinnosaken, att visa på kvinnors styrka och insatser i samhället. Hennes anställning som redaktör upphörde i slutet av 1936, men hon fortsatte som medarbetare i ytterligare ett år.

### Dagens Nyheter
År 1938 började Alma Braathen skriva för Dagens Nyheter, där hon fick fast anställning i oktober 1940. I Ivar Ljungqvists DN-historik skrev Alma Braathen att hon under sin frilansperiod efter Svenska journalen sökte kontakt med ödemarken, Norrland och människorna norr om polcirkeln: "Jag blev 'arktisk medarbetare' och slog följe med viddernas nomader". I november 1938 besökte hon Kolahalvön, norr om polcirkeln, i gränsområdet mellan Finland och Sovjetunionen, där en reguljär gräns ännu saknades och sovjetiska soldater när som helst kunde dyka upp, skrev hon i artikeln Finsk-ryska gränsen fara för främling. I andra artiklar i slutet av 1938 skrev hon om nickelfyndigheter, kraftverksbygge, finska Lappmarkens enda kvinnliga konduktör och dopet av en skoltflicka.
Sommaren 1939 skrev Alma Braathen under signaturen Brodjaga flera artiklar och ett stort reportage om kvinnor dömda enligt lösdriverilagen, med anledning av att ett förslag till ny lösdrivarlag väntades. Enligt den gamla från 1885 kunde vilken arbetslös som helst räknas som lösdrivare, inte bara prostituerade, och dömas till tvångsarbete i upp till tre år. Braathens artiklar är exempel på ett socialt reportage besläktat med Wendela Hebbes i Aftonbladet. Braathens artiklar har de kännetecken som förknippas med genren: de berör, är autentiska och åskådliga, utgår från reporterns egna upplevelser och presenteras även som en upplevelse. Tonen är nykter och realistisk och blir ändå starkt berörande.

#### Krigskorrespondent

##### Finska vinterkriget
När Sovjetunionen angrep Finland 30 november 1939 befann sig Alma Braathen på ett tillfälligt DN-uppdrag i Lappland och beordrades via telefon från redaktionen att ta tåget till nordfinska gränsen och börja arbeta som krigskorrespondent. Från södra Finland och Helsingfors rapporterade Bang, Barbro Alving. Under signaturen Brodjaga rapporterade Alma Braathen nästan dagligen från Haparanda och Torneå om flyktingströmmarna från det evakuerade Helsingfors och de norra gränstrakterna. Hon vädjade till tidningens läsare att skänka kläder och annat de kunde avvara och skicka dem via Röda korset i Haparanda. Redan första insamlingsdagen kom 3 000 paket in och sändes vidare som ilgods. Braathen beskrev noggrant hur frivilliga såg till att det som insamlats verkligen nådde de hjälpbehövande. Hon följde med på flera färder och delade själv ut de insamlade gåvorna och berättade i sina artiklar med vilken glädje och tacksamhet hjälpen togs emot.
Från mitten av december rapporterade Braathen från nordfinska fronten som ryckte allt närmare. Hon skrev om de sovjetiska bombplanen "de svarta dödsfåglarna" och de nedbrända, förstörda byarna som hon ett år tidigare besökt som frilansjournalist. Hon tog sig över fjället till Sallafronten och beskrev slagfältet vid Kemi älv där 800 sovjetsoldater hade stupat 20 december och den hårda kölden förvandlat dem till "ett ohyggligt panoptikon av mänskliga figurer".

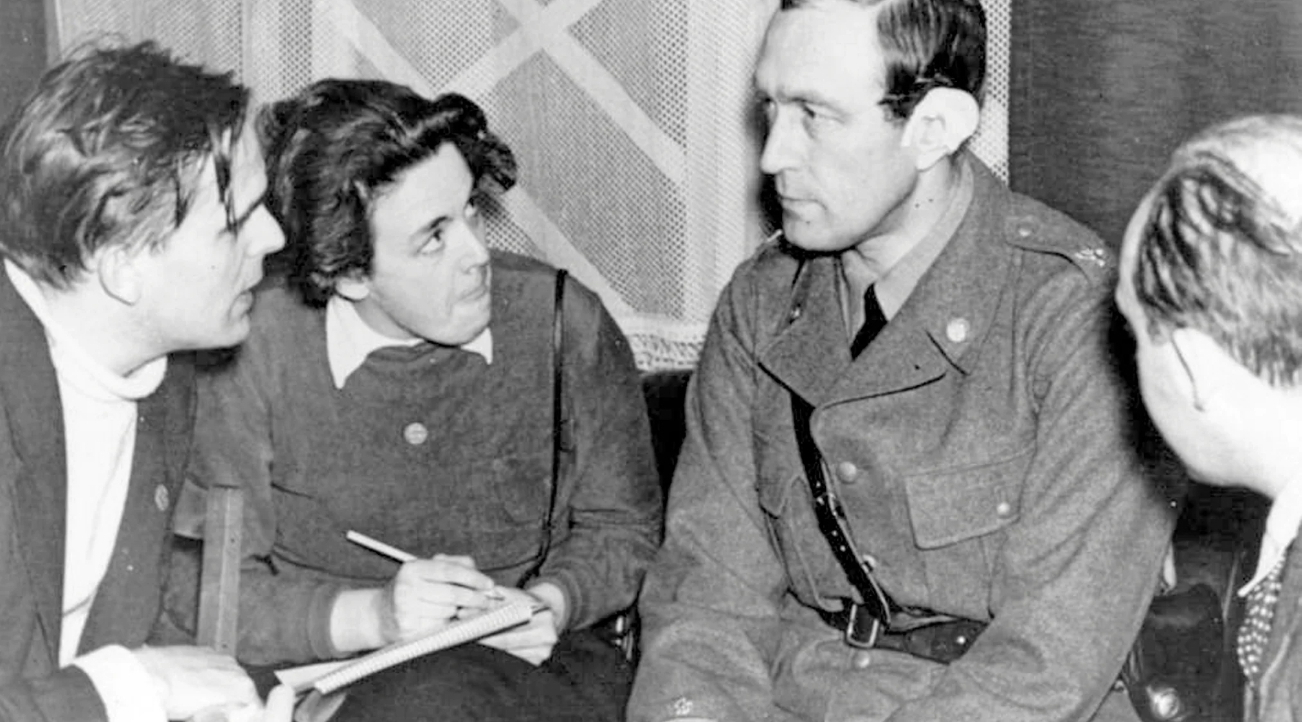
Alma Braathen under intervju 1940 med chefen för svenska frivilliga flygflottiljen i norra Finland.

Braathen uppmärksammade och beskrev i sin nyhetsrapportering även fiendens situation och lät också honom komma till tals, något inte alla ansåg vara lämpligt eller korrekt. Enligt pressforskaren Kristina Lundgren var både Bangs och Brodjagas reportage uttalat Finlandsvänliga. Bangs artiklar var mer känslosamma med större ord, medan Brodjagas rapportering saknade kollegans "retoriska utsmyckningar" och var mer konkret och vardaglig i tonen. Samtidigt arbetade de för en tidning som på sin ledarsida förespråkade en politisk linje som var negativ till ett svenskt ingripande på Finlands sida.
Författaren Harry Martinson deltog som frivillig i Finland och ifrågasatte precis som Braathen om det gick att beskriva verkligheten på slagfälten. Han ironiserade över sensationslystna journalister som genast försvann från fronten i norr när de sovjetiska soldaterna oavbrutet marscherade mot Salla och Rovaniemi hade förvandlats till en ruinstad. Bara en enda journalist blev kvar i norr, skrev han, och syftade på Braathen.
13 mars 1940 slöts freden mellan Finland och Sovjetunionen; det finska vinterkriget var slut. Braathen fortsatte sin rapportering från Nordfinland, om evakueringen av 30 000 människor från det avträdda Viborg och 20 000 från Karelen, om bristen på livsmedel, utsäde och jordbruksredskap samt om den fortsatta hjälpen från Sverige.

##### Nordnorge
9 april 1940 anfölls Norge och Danmark av Tyskland, och Bang som hade lämnat Finland vid vinterkrigets slut kom med sin första rapport från Norge 18 april. Samma dag hade Dagens Nyheter Braathens sista Finlandsreportage om hur trakterna längst upp i norr hade drabbats av kriget.
Bang kommenterade långt senare i sin bok Det kom aldrig i tidningen att "Journalistik är en sak, livhanken en annan" om varför hon bara stannade kvar i Norge och rapporterade till 30 april. Istället var det Alma Braathen som under signaturen Brodjaga tog över rollen som Dagens Nyheters ledande kvinnliga krigsreporter. Hon fann lika mycket mod, uthållighet och tapperhet hos de norska soldaterna som hos de finska. Hon framhöll även kvinnornas insatser och lät de intervjuade komma till tals och berätta konkret och detaljerat, vilket genast drog in läsarna i händelseförloppet, ett effektivt journalistiskt grepp.
Braathen rapporterade direkt från fronten i Nordnorge, där hon färdades omkring på skidor och intervjuade norska soldater, allierade från England, Skottland och Frankrike men även civilbefolkningen. Hon fick skida över till Sverige för att ringa in sina artiklar. Därifrån skickade hon även bilderna från sin hopfällbara bälgkamera med tåg till redaktionen.
9 juni 1940 hade kung Haakon och regeringen redan lämnat landet då de gav de norska trupperna order om "eld upphör" eftersom de allierade hade dragit tillbaka sitt stöd från Nordnorge för att istället koncentrera sina styrkor på andra fronter. Braathen fortsatte att rapportera från det ockuperade Nordnorge fram till midsommar 1940. Därefter fick hon hålla sig hemma på redaktionen i Stockholm under fem år innan hon kunde återvända till Norge efter krigsslutet i maj 1945.
Redan en vecka efter Tysklands kapitulation 8 maj 1945 befann sig Alma Braathen åter i Nordnorge och kom med sin första rapport med titeln Nordnorge fullt av quislingminor. Hon rapporterade om befrielsen av Narvik och de sovjetiska krigsfångarnas svåra situation. Hennes rapport från Skjold, Norra Troms fylke med titeln Skräckläger för ryssar vid Tromsö, Norges Buchenwald avslöjade ännu värre behandling av de 600 tillfångatagna sovjetiska soldaterna, som hade överlevt marschen till fots från Finland vid det tyska återtåget i oktober och november 1944. Alma Braathens artiklar om hjälp till Nordnorge, om kolonistugor till Finnmarken, stolar, husgeråd, verktyg, kläder och mat, och skrev om Svenska Norgehjälpens verksamhet.

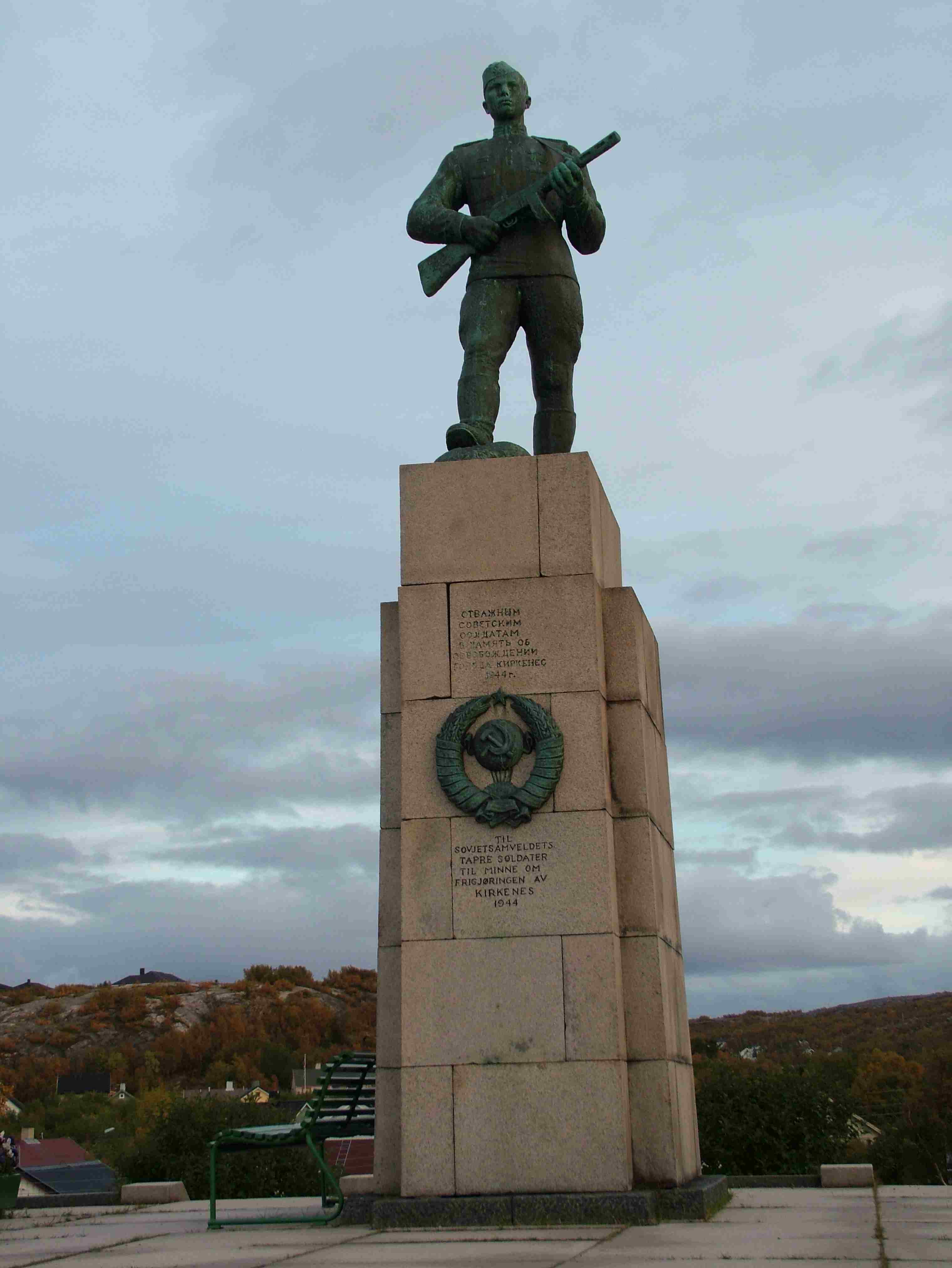
Det norsk-ryska krigsminnesmärket över en sovjetsoldat av bildhuggaren Stinius Fredriksen.

Braathen fortsatte sin "reportagevandring" i oktober 1945 i de nordnorska fjälltrakterna för att berätta vad kriget gjort med den isolerade kyrkbyn Karasjok och med sin skildring gav hon läsarna i Sverige en påminnelse om grannlandets hårda verklighet.
Alma Braathen tog sig ända upp till gränsälven Tana, mellan Ryssland, Finland och Norge, för att se hur lokalbefolkningen hade klarat sig och rapporterade att tyskarna hade tagit allt, men inte hunnit bränna i Östfinnmarken eftersom de hade ryssarna i hälarna, och att livet "sakta och säkert" vände tillbaka.
I en stor artikeln från Tromsø 16 oktober 1945 tog Braathen även upp de kulturella behoven under rubriken "Ishavsfolket saknar böcker sedan fem år", och berättade att biblioteken hade bränts, att bokhandlarna snabbt hade länsats och att det var nästintill omöjligt att få böcker dit upp. Hon avslutade artikeln med en uppmaning till läsarna att sända svenska böcker.
Braathen fick under första halvan av 1946 mestadels hålla sig inom Sveriges gränser, förutom en kortare utflykt till Oslo och en längre reportageresa till norra Norden, där hon skrev artiklar om Sveriges, Finlands och Norges nordligaste trakter. 25 april publicerades den sista artikeln i Braathens långa reportageserie och de flesta handlade om villkoren för människorna som bodde i ödemarkerna ovan polcirkeln.
1947 fick Alma Braathen kung Haakon VII:s Frihetskors "for saerlige fortjenster av Norges sak under andre verdenskriget".

#### Da capo på Orientresan
I slutet av maj 1946 reste Alma Braathen på en bättre förberedd Orientresa än hennes spontana och helt oplanerade resa nästan tjugo år tidigare. Första anhalten var Aten i Grekland, där hon rapporterade om situationen för civilbefolkningen efter den fyraåriga tyska ockupationen och det pågående inbördeskriget, som medfört en katastrofal livsmedelssituation och grasserande tuberkulos. Hon skildrade även hur Rädda barnen planerade ett svenskt barnhem för alla hemlösa och förvildade barn som under kriget hade deltagit i sabotage och plundringar och behövde hjälp att ställa om från krig till fredliga förhållanden. Vad gällde kvinnornas situation beskrev hon hur den nya författningen 1944 hade gett kvinnorna samma medborgerliga och politiska rättigheter som männen. Men från februari 1946 hade "Metaxas civillag" från 1940 trätt i kraft, som åter gjorde kvinnan helt underordnad mannen.
I juli reste Braathen vidare till Istanbul och fick efter armodet i Grekland en chock av överflödet i Turkiet. Hon reste nästan genast vidare till Palestina, där det spända politiska läget krävde hennes bevakning – det var "som en gryta som kokat över". I sin rapportering lät hon DN:s läsare ta del av både den engelska, arabiska och judiska sidans synpunkter.
Braathen fortsatte till Damaskus i Syrien, där det franska mandatet från 1920 hade upphört i april 1946. Hon lyckades åter ta sig fram och få intervjuer med beslutsfattare på högsta nivå, som premiärministern, som hon frågade om kvinnornas ställning. Svaret blev att "de successivt hade förlorat de rättigheter Profeten ursprungligen hade gett dem, att de muslimska männen älskade dem så mycket att de låste in dem, vilket inte hindrade kvinnorna från att finna nyckeln, öppna och gå ut. Kvinnorna studerade vid universiteten, men rösträtt hade ju inte heller alla europeiska kvinnor", betonade premiärministern. Braathen återgav de faktaspäckade intervjuer i sina artiklar från det då politiskt lugna Syrien som stod i stark kontrast till det oroliga Palestina.
Braathen for vidare via Bagdad till södra Irak, där Eufrat och Tigris hade svämmat över och lagt hus, lagerlokaler och oljefabriker under vatten, och hotade dadelskörden. I Bagdad skildrade hon livet utifrån de där boende fyra gifta svenskors perspektiv. På sommaren var det 50 grader i skuggan, så då gick man aldrig ut "mellan klockan 10 och 18".
I december 1949 utkom Alma Braathens bok Blå lyckofågel i Orienten. Resa med jeep och flyg utifrån hennes tidigare artiklar, som hon bearbetat och kompletterat till 36 kapitel på sammanlagt 140 sidor, plus 46 sidor med hennes fotografier. Boken fick överlag positiva recensioner, men inte samma entusiastiska mottagande som hennes debutbok Som luffarturist i Orienten 20 år tidigare.

#### 1950- och 1960-talet
Alma Braathens biografskrivare Birgit Petersson har ingen systematisk genomgång av Braathen journalistik i Dagens Nyheter under 1950- och 1960- talet utan endast vissa nedslag och intervjuer med hennes kollegor.
Under 1950-talet höll sig Braathen mestadels inom Sveriges gränser, ägnade sig åt journalistiskt vardagsarbete och tog hand om sin tonårige adoptivson Östen Braathen, som även följde med henne på reportageresor till Paris och Bretagne 1951.
Under hösten 1956 började Braathen rapportera om de första dykningarna efter vraket av regalskeppet Vasa, och 1959 då skeppet skulle börja lyftas upp, skrev hon artiklar om det nästan varje dag, Hon skildrade även de människor som var engagerade i det stora Vasa-projektet, som privatforskaren Anders Franzén. Han hade gjort det första fyndet så Vasa kunnat lokaliseras.
1963 började Alma Braathen göra långresor igen. Den första gick till Bulgarien i juni, vilket resulterade i reportaget Semester vid Svarta havet, om svenskarnas nya semestermål. Men bakom den idyll hon beskrev fanns minnen av krig, frihetsrörelser och partisankamp där hela familjer hade utplånats.
På senhösten samma år reste Braathen till Moskva tillsammans med Jan Malmsjö och Bernhard Sönnerstedt i en kulturdelegation, som ingick i förberedelserna inför den sovjetiske premiärministern Nikita Chrustjovs statsbesök i Sverige i juni 1964. I Moskva återsåg Alma Braathen Vera Inber efter 30 år. I februari 1964 publicerades Braathens artikel om möte med "poesins väverska" Vera Inber, vars böcker finns översatta "till all världens språk", och svenska var det första språket hon översattes till. Hennes motto var Nulla dies sine linea – Ingen dag utan en rad. Hennes mest kända bok Dagbok från Leningrad utspelar sig under tyskarnas 900 dagar långa blockad av Leningrad, från september 1941 till januari 1944, då två tredjedelar av stadens tre miljoner invånare dog, 632 000 av svält. I april 1964 skrev Braathen från Leningrad om den 10-åriga Tanja Savitsjevas dagbok, som hade hittats efter kriget:
| ”                          | Alla är döda Jag är ensam kvar Tanja | „ |
| – Tanja Savitsjeva, 10 år. |                                      |   |

I januari 1966 begav sig Braathen iväg på sin nästa långresa till Algeriet, som blivit fritt 1962 efter mer än hundra år som fransk koloni. Därifrån skrev hon informationsrika reportage om landet och de naturrikedomar som inte kunde utnyttjas på grund av bristen på experter. Hon rapporterade även om en läkargrupp från svenska Röda korset som med sin protesverkstad hjälpte dem som hade skadats av svårupptäckta minor i gränstrakterna mot Tunisien och Marocko.
Hennes tredje och sista artikel från Algeriet ägnades helt åt kvinnornas situation och presenterade representanter för det nya Algeriet. I artiklarna från Algeriet visade Braathen samma nyfikenhet som 20 år tidigare och hon skrev med en blandning av poesi och nykter reportageprosa som gav extra spänning åt hennes texter.
Hösten 1966 gjorde Braathen sin sista långresa, längs transibiriska järnvägen, hennes drömresa sedan första besöket i Sovjetunionen. Hon rapporterade från Bratsk kraftstation och de svenska ingenjörer från Karlstad som arbetade där, och från Irkutsk och dess rika kulturliv, skapat av de deporterade politiska fångarna och deras medföljande familjer. Hon skrev om tsarväldets förtryck, men inte om Gulag och Sovjetunionens fångläger.

### Privatliv
År 1946 flyttade Alma Braathen in i en lägenhet på Regeringsgatan 77 tillsammans med sin kollega och vän Karin Schultz, som kallades "Krut-Kajsa" och var Dagens Nyheters radiokritiker. Hon var även astronom, statistiker, skådespelare, dramatiker och författare, och presenterades utförligt i veckotidningen Iduns hemma hos-reportage i oktober 1951. Hon krävde tidigt fler kvinnor i etern eftersom endast 13,2 procent kvinnor medverkade i radion på den tiden.
År 1952 adopterade Alma Braathen den då 12-årige Karl Östen Johansson från Tärna socken i Västerbotten. De hade träffats vid julen 1949 då Braathen gjorde tre stora reportage om Lappmarkens skolbarn och deras långa färd från Skytteanska skolan i Tärnaby till sina hem under jullovet. Julen 1950 firade Östen i Stockholm med Alma Braathen och Karin Schultz. Sedan återvände han till Skytteanska skolan och avslutade sin skolgång där innan han 1951 flyttade till Stockholm och började på Östra real. På somrarna följde Östen Braathen med Braathen på olika resor i Europa, men tillbringade alltid en månad om året med sin gamla familj, där han var ett av åtta syskon.

### Slutet
Alma Braathen dog hastigt 26 juni 1967 i en ovanlig cancer. Karin Schultz satt hos henne in i det sista. Brodjagas egen dikt stod i dödsannonsen:
| ”               | Strö min aska i hjulspåret där kärrorna skakar fram, utplåna allt jag var, det nya regnet skall komma varsamt och dagen gry | „ |
| – Alma Braathen | |   |

Hon ligger begravd på Skogskyrkogården i Stockholm.